# صالح النابت
صالح النابت، لاعب كرة قدم قطري , من مواليد 2 فبراير 1999 .
لعب سابقاً مع نادي السيلية ونادي البدع.

## روابط خارجية
- صالح النابت على موقع قاعدة بيانات كرة القدم.إي يو (الإنجليزية)
- صالح النابت على موقع Soccerway.com (الإنجليزية)